# Balthasar Heinrich Heinze
Balthasar Heinrich Heinze (latinisiert Balthasar Heinrich Heinsius; * 16. November 1665 in Sorau, Niederlausitz; † 18. April 1744 in Triebel, Niederlausitz) war ein deutscher evangelischer Theologe.

## Leben
Balthasar Heinrich Heinze besuchte die Gymnasien in Sorau und Görlitz. 1679 begann er ein Studium an der Universität Leipzig. Später war er als Informator des Grafen Friedrich von Promnitz zu Sorau tätig. Seit 1687 war Heinze Diakon in Droskau, seit 1699 Pfarrer in Laubnitz. Seit 1706 war er bis zu seinem Tod 1744 Oberpfarrer in Triebel.

## Schriften
Von Balthasar Heinrich Heinsius ist ein Buch erhalten:
- Chionotheologia, oder, erbauliche Gedancken vom Schnee als einem wunderbaren Geschöpfe Gottes, zu mehrerer Nachspur der Fusstapfen göttlicher Allmacht, Weisheit und Güte im Schnee, die Menschen allesamt zur Bewunderung, Lobe und Dienst des grossen Schöpfers zu ermuntern. Verlag Fromman, 1735